# Distrito Escolar Independiente de Midland
El Distrito Escolar Independiente de Midland (Midland Independent School District, MISD) es un distrito escolar de Texas. Tiene su sede en Midland. MISD gestiona dos escuelas preparatorias, una escuela preparatoria alternativa, dos escuelas para los estudiantes del grado noveno, cuatro escuelas medias, 23 escuelas primarias, dos escuelas Pre-K, una escuela para estudiantes con superdotación intelectual (grados 4-6), y un centro para tecnología avanzada. El consejo escolar tiene un presidente, un vicepresidente, un secretario, y cuatro miembros.